# Florence Henderson

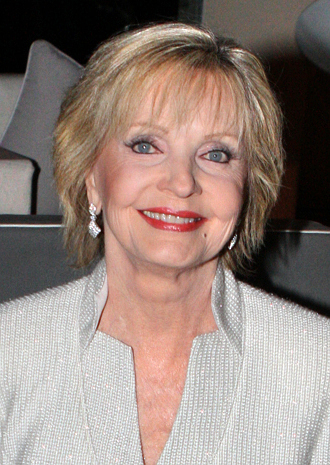
Florence Henderson, 2012

Florence Agnes Henderson (* 14. Februar 1934 in Dale, Indiana; † 24. November 2016 in Los Angeles, Kalifornien) war eine US-amerikanische Fernsehschauspielerin.

## Leben
Henderson begann ihre Karriere am Theater, wo sie in zahlreichen Musicals auftrat. Weltweit bekannt wurde sie durch ihre Rolle als Carol Brady in der Fernsehserie Drei Mädchen und drei Jungen (The Brady Bunch). Zudem hatte sie zahlreiche Gastauftritte in anderen Serien, wie zum Beispiel in King of Queens (The King of Queens).

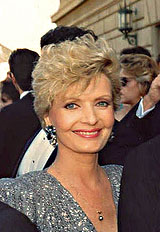
Florence Henderson, 1989

Von 1956 bis 1985 war sie mit dem Produzenten Ira Bernstein verheiratet, mit dem sie vier Kinder hatte. 1987 heiratete sie John Kappas.

## Filmografie

### Filme
- 1954: General Foods 25th Anniversary Show: A Salute to Rodgers and Hammerstein (Fernsehfilm)
- 1970: Song of Norway
- 1976: The Love Boat (Fernsehfilm)
- 1981: The Brady Girls Get Married (Fernsehfilm)
- 1988: A Very Brady Christmas (Fernsehfilm)
- 1991: Clowns – Ihr Lachen bringt den Tod (Shakes the Clown)
- 1993: For Goodness Sake (Kurzfilm)
- 1994: Die nackte Kanone 33⅓ (Naked Gun 33⅓: The Final Insult)
- 1995: Die Brady Family (The Brady Bunch Movie)
- 1996: Bad Hair Day: The Videos (Kurzvideo)
- 1996: For Goodness Sake II
- 2001: Legend of the Candy Cane (Fernsehfilm, Stimme)
- 2002: Mom’s on Strike (Fernsehfilm)
- 2003: Dickie Roberts: Kinderstar (Dickie Roberts: Former Child Star)
- 2003: ’Weird Al’ Yankovic: The Ultimate Video Collection
- 2008: For Heaven’s Sake
- 2008: Ladies of the House (Fernsehfilm)
- 2010: Venus & Vegas
- 2010: Der Weihnachtshase (The Christmas Bunny)
- 2012: Matchmaker Santa (Fernsehfilm)
- 2016: Fifty Shades of Black

### Fernsehserien
- 1955: I Spy (eine Folge)
- 1957–1958: The United States Steel Hour (zwei Folgen)
- 1958: Sing Along
- 1958: Little Women (BBC-Miniserie)
- 1969–1974: Drei Mädchen und drei Jungen (117 Folgen)
- 1975: Medical Center (eine Folge)
- 1976: Good Heavens (eine Folge)
- 1976: Die Muppet Show (The Muppet Show, eine Folge)
- 1976–1977: The Brady Bunch Variety Hour (neun Folgen)
- 1977: 3 Girls 3 (eine Folge)
- 1977–1987: Love Boat (The Love Boat, 10 Folgen)
- 1979–1983: Fantasy Island (drei Folgen)
- 1981: Eine reizende Familie (The Brady Brides, sechs Folgen)
- 1981: Hart aber herzlich (Hart to Hart; Folge: Hartland Express)
- 1982: Die nackte Pistole (Police Squad!, eine Folge)
- 1983: Imbiß mit Biß (Alice, eine Folge)
- 1984: Glitter (eine Folge)
- 1984: Finder of Lost Loves (eine Folge)
- 1985: Mode, Models und Intrigen (Cover Up, eine Folge)
- 1986, 1990: Mord ist ihr Hobby (Murder, She Wrote, drei Folgen)
- 1987: Junge Schicksale (ABC Afterschool Specials, eine Folge)
- 1989: Day by Day (eine Folge)
- 1989: Die reinste Hexerei (Free Spirit, eine Folge)
- 1990: The Bradys (fünf Folgen)
- 1991: Mein Vater ist ein Außerirdischer (Out of This World, eine Folge)
- 1993–1995: Immer Ärger mit Dave (Dave’s World, vier Folgen)
- 1994: Roseanne (eine Folge)
- 1994: Die Super-Mamis (The Mommies, eine Folge)
- 1995: Night Stand (eine Folge)
- 1995: Fudge (eine Folge)
- 1997: Ellen (eine Folge)
- 1998: Hercules (eine Folge)
- 2000: Ally McBeal (eine Folge)
- 2000: King of Queens (The King of Queens, eine Folge)
- 2006: Loonatics Unleashed (drei Folgen, Stimme)
- 2009: The Florence Henderson Show (52 Folgen)
- 2009: Samantha Who? (eine Folge)
- 2010: The Tonight Show with Jay Leno (eine Folge)
- 2011: Mission Scooby-Doo (Scooby-Doo Mystery Incorporated, eine Folge, Stimme)
- 2012: The Cleveland Show (eine Folge, Stimme)
- 2012: Meister Mannys Werkzeugkiste (Handy Manny, eine Folge, Stimme)
- 2012: Happily Divorced (eine Folge)
- 2012: 30 Rock (eine Folge)
- 2013: Vanity Fair: Decades (Miniserie, eine Folge)
- 2014: Trophy Wife (eine Folge)
- 2014: Instant Mom (eine Folge)